# Rosa Branca (basquetebolista)
Carmo de Souza (Araraquara, 16 de julho de 1940 — São Paulo, 22 de dezembro de 2008) foi um jogador de basquete brasileiro, mais conhecido como Rosa Branca, era formado em Educação Física na cidade de São Carlos, na antiga "Escola Superior de Educação Física de São Carlos", hoje curso vinculado a UFSCar. Ele era diretor da Federação Paulista de Basketball e estava aposentado pelo SESC, onde trabalhou entre 1975 a 2003, como técnico da programação esportiva. Morreu aos 68 anos em decorrência da complicação de uma pneumonia.

## História
Rosa Branca foi jogador da seleção brasileira, defendendo suas cores por 12 anos e atuando em todas as posições: pivô, ala e armador.
Conquistou o bicampeonato mundial pelo Brasil, no Chile em 1959, e no Brasil, em 1963, além de duas medalhas de bronze nos Jogos Olímpicos de Roma (1960) e em Tóquio (1964). Foi também tetracampeão sul-americano e medalha de prata e bronze nos jogos pan-americanos.
Sua carreira começou no Nosso Clube de Cestobol de Araraquara, mas só passou a alcançar êxito jogando magnificamente pelo São Carlos Clube onde foi campeão do Paulista do Interior em 1954 e 1956, e vice-campeão do Campeonato Paulista de 1954. Rosa Branca permaneceu no São Carlos até junho de 1959 mesmo tendo assinado em 29 de outubro de 1958 com o Palmeiras mas somente em junho de 1959 a sua transferência aconteceu de fato para o Palmeiras, onde continuou com grandes exibições e conquistas, posteriormente passou pelo Juventus, e encerrou a carreira jogando pelo Corinthians, em 1971.
Rosa Branca é respeitado em São Carlos até os dias de hoje, pelos feitos de sua carreira junto ao São Carlos Clube que o projetou, é considerado e reconhecido como cidadão são-carlense.

## Títulos
- Bicampeão mundial - Seleção Brasileira (1959 e 1963)
- Campeão paulista do interior - São Carlos Clube (1956)
- Vice-campeão paulista - São Carlos Clube (1956)
- Campeão paulista - Palmeiras (1961 e 1963)
- Medalha de bronze olímpica - Jogos Olímpicos de Roma (1960)
- Medalha de bronze olímpica - Jogos Olímpicos de Tóquio (1964)
- Tricampeão brasileiro - Corinthians (1965, 1966 e 1969)